# Халиско
Хали́ско (исп. Jalisco; испанское произношение: [xaˈlisko]), полное название: Свободный и Суверенный штат Халиско (исп. Estado Libre y Soberano de Jalisco) — штат Мексики, со столицей в городе Гвадалахара. Численность населения, по данным переписи 2020 года, составила 8 348 151 человек. Площадь штата составляет 80 137 км².

## Этимология
Топоним означает «на поверхности песка».

## География
Халиско граничит со штатами Наярит (на северо-западе), Сакатекас и Агуаскальентес (на севере), Гуанахуато (на востоке), Колима и Мичоакан (на юге); на западе омывается Тихим океаном. Площадь штата — 80 137 км², что составляет около 4,09 % от площади Мексики.
Халиско сформирован такими физико-географическими регионами, как Мексиканское нагорье, Сьерра-Мадре Западная, Сьерра-Мадре-дель-Сур и Трансмексиканским вулканическим поясом. В границах Халиско расположено самое крупное пресноводное озеро Мексики — Чапала.

## Население
На 2010 год население Халиско составляет 7 350 682 жителей. Ожидаемая продолжительность жизни составляет 73 года для мужчин и 77,8 лет для женщин. Около 95 % населения исповедуют католицизм. Около 4 434 252 человек живут в агломерации Гвадалахары.
Крупные города:
- Гвадалахара — 1 494 134 чел.
- Сапопан — 1 243 538 чел.
- Тлакепаке — 608 187 чел.
- Тонала — 478 981 чел.
- Тлахомулько-де-Суньига — 416 552 чел.
- Пуэрто-Вальярта — 255 725 чел.
- Лагос-де-Морено — 153 855 чел.
- Эль-Сальто — 138 585 чел.

Наиболее многочисленная индейская этническая группа Халиско — уичоли, которые сконцентрированы главным образом на севере штата, в муниципалитетах: Боланьос, Уэхукилла-о-Вилла-Герреро. На юге штата, в муниципалитетах Туспан и Тонила, проживают науа. Белые потомки испанцев и французов составляют около 85 % от населения Халиско, метисы составляют около 15 %.

## Административное деление
В административном отношении делится на 125 муниципалитетов, которые объединены в 12 регионов:
- Región Norte
- Región Altos Norte
- Región Altos Sur
- Región Ciénega
- Región Sureste
- Región Sur
- Región Sierra de Amula
- Región Costa Sur
- Región Costa Norte
- Región Sierra Occidental
- Región Valles
- Región Centro

## Культурные особенности
Популярная фраза «Халиска — это Мексика» подразумевает, что многое из того, что традиционно ассоциируется с Мексикой, имеет происхождение именно отсюда. Следует особенно выделить музыкальный жанр «мариачи», танец Jarabe tapatío, народные одежды — и, конечно же, знаменитый напиток текилу, названный в честь местного города Текила.

## Происшествия
В октябре 2015 года на штат обрушился сильнейший в Западном полушарии Земли за всю историю наблюдений ураган «Патрисия».

## Известные уроженцы и жители
- Фред Стейнер (1923—2011), американский композитор, дирижёр, оркестровщик, историк кино и аранжировщик для телевидения, радиовещания и кинематографа.[4][5]
- Иван Гарсия (род. 1993), мексиканский прыгун в воду, серебряный призёр Олимпийских игр 2012 года.